# My Honor Was Loyalty
My Honor Was Loyalty (br: Honra e Lealdade) é um filme de drama italiano de 2016 dirigido por Alessandro Pepe.

## Sinopse
A história de um jovem soldado alemão que começa um conflito consigo mesmo ao perceber a decepção de seu próprio governo.

## Elenco
- Albrecht Weimer
- Francesco Migliore
- GianLuigi Bimbi
- Leone Frisa